# Västralts naturreservat
Västralt är ett naturreservat i Knäreds socken, Laholms kommun i Halland.
Reservatet består mest av ädellövskog i brant sluttning. Det är beläget strax sydväst om Knäred och är 21 hektar stort. Det är skyddat sedan 2008. De östra delarna har varit skogklädda sedan 1650.

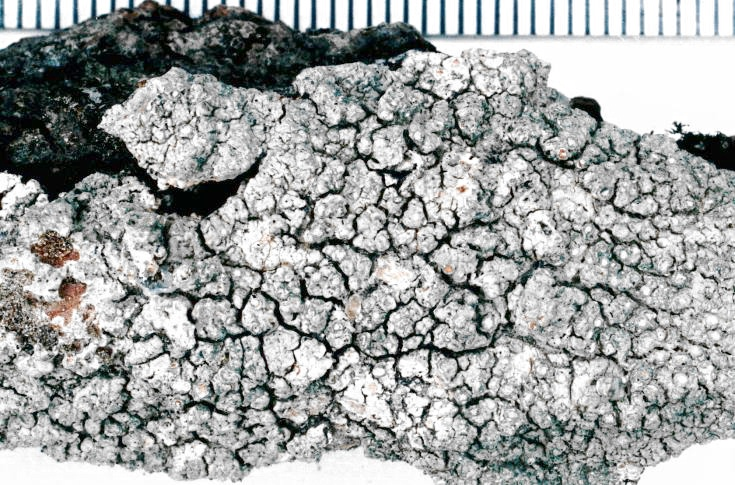
Bokporlav

I Lagans dalgång, på dess nordsluttning, ligger denna bokskog med inslag av ask och avenbok. Kring källflöden finns alsumpskogar med förekomst av dunmossa. Här finns även skogsbingel, ormbär och tandrot. Inom reservatet har man funnit 19 rödlistade arter. Dessa är mest knutna till bok och sumpskog. En av arterna är bokporlav. I hela området finns rikligt med död ved i form av högstubbar, torrakor och lågor.